# Skyscraper (kunstwerk)

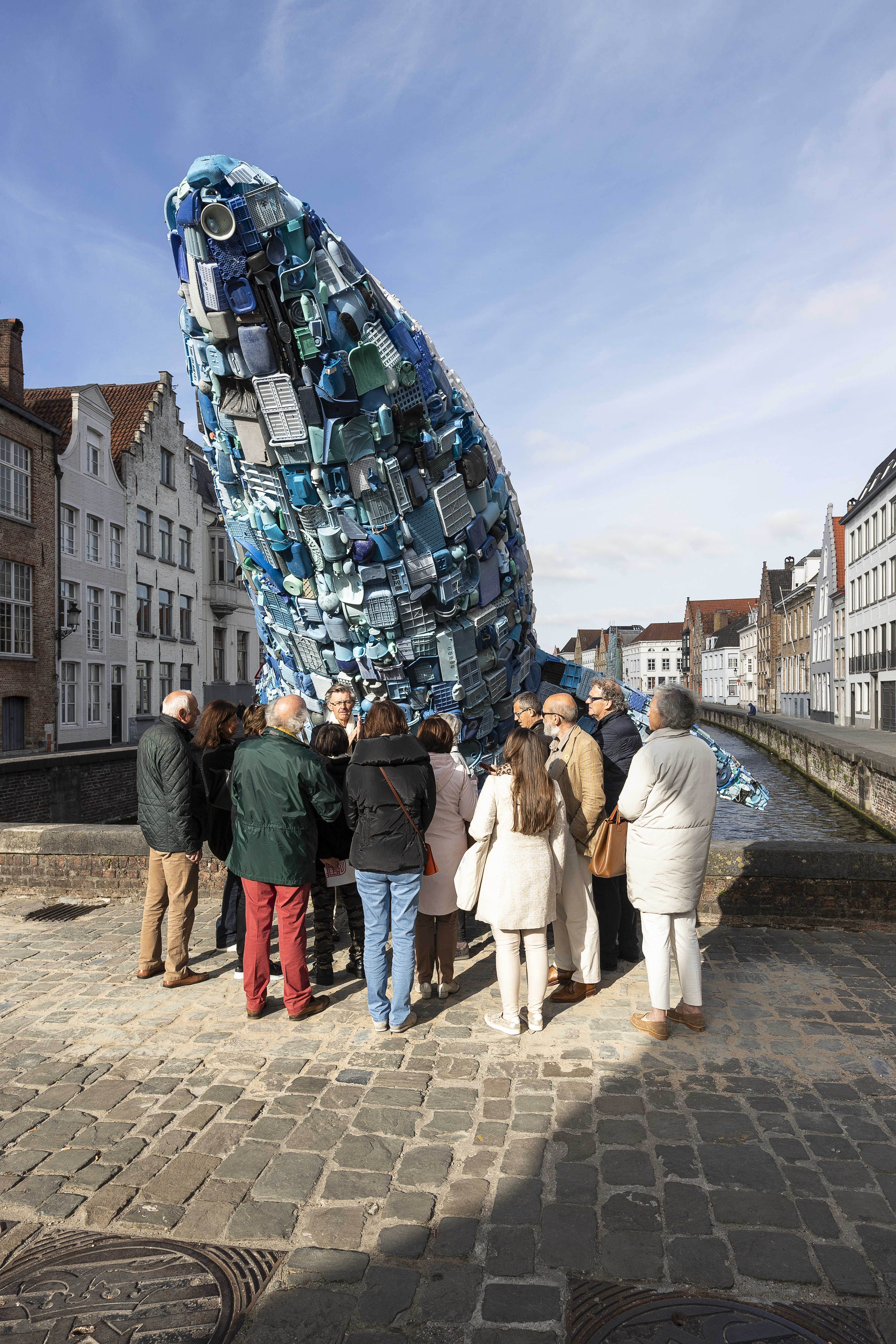
De Skyscraper in Brugge

Skyscraper of the Bruges Whale is een kunstwerk dat is ontworpen door het New Yorkse architectenbureau StudioKCA.
Het is een installatie van elf meter hoog en beeldt een walvis uit, die uit het water springt. Het is gemaakt van op Hawaii aangespoeld plastic afval en heeft als doel de discussie over plastic soep aan te wakkeren. Het kunstwerk werd gemaakt voor de Triënnale Brugge van 2018 en verhuisde daarna naar Utrecht, waar het naast TivoliVredenburg in de Catharijnesingel werd opgesteld. Daarna gaat het kunstwerk naar onder andere Parijs.